# Corynis crassicornis
Corynis crassicornis är en stekelart som först beskrevs av Rossi 1790.  Corynis crassicornis ingår i släktet Corynis, och familjen klubbhornsteklar. Arten har ej påträffats i Sverige.